# Landudec

Landudec este o comună în departamentul Finistère, Franța. În 2009 avea o populație de 1322 de locuitori.